# Juan Torena
Juan Torena, llamado en realidad Juan de Garchitorena de Carvajal, (Manila, 24 de marzo de 1898 - Santa Bárbara, California, 27 de junio de 1983) fue un futbolista y actor de cine filipino, de ancestros vascos, a pesar de que durante muchos años se pensó que era argentino.

## Trayectoria
Es el primer caso conocido de un jugador con pasaporte falso, protagonista del que fue llamado caso Garchitorena. Llegó al FC Barcelona en 1916 y disputó el Campeonato de Cataluña de la temporada 1916-17. Después de jugar en el partido Barcelona-Espanyol, el conjunto blanquiazul impugnó el encuentro por alineación indebida. Aquellos años estaba prohibida la alineación de jugadores extranjeros y la Federación Catalana dio la razón al Espanyol. Garchitorena continuó disputando partidos amistosos con el club hasta final de temporada. La temporada 1918-19 jugó tres partidos en la Copa de España y alguno otro amistoso. También jugó en el Casino Español de Manila.
Posteriormente, se dedicó al cine y fue actor de éxito. Con el nombre de Juan Torena se convirtió en un galán de Hollywood, participando en numerosas películas. Intervino en 36 películas, entre ellas Sombras habaneras (1929), Guerrilleros en Filipinas (1950) con Tyrone Power y Astucia de mujer (1952) con Barbara Stanwyck. Además fue conocido por su agitada vida sentimental. Se lo relacionó sentimentalmente con Myrna Loy y se casó con la también actriz Natalie Moorehead.
Residente en California, consiguió la plena ciudadanía estadounidense en 1954.

## Filmografía
- El Valiente (1930)[4]
- Shadows of Glory (1930)
- Road of Hell (1931)
- There Were Thirteen (1931)
- Nothing More Than a Woman (1934)
- La cruz y la espada (1934)
- Storm Over the Andes (1935)
- The Devil on Horseback (1936)
- Captain Calamity (1936)
- Espionage (1937)
- Mis dos amores  (1938)
- Guerrilleros en Filipinas (1950)